# وحدات القياس الرومانية القديمة

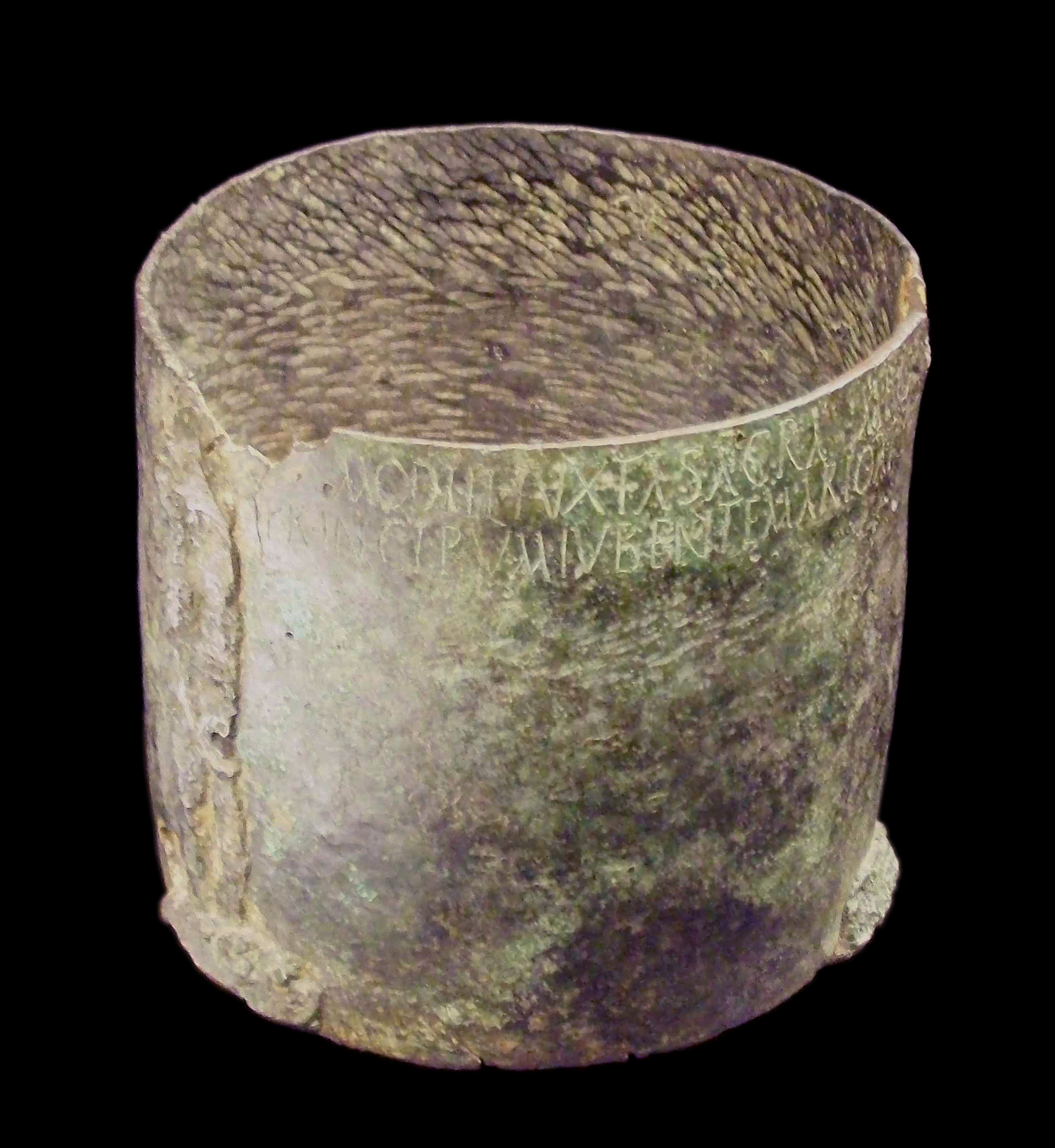
مقياس موديوس البرونزي (القرن الرابع الميلادي) مع نقش يعترف بالتنظيم الإمبراطوري للأوزان والمقاييس

وحدات القياس الرومانية القديمة بنيت وحدات القياس اليونانية معتمدة إلى حد كبير على وحدات القياس في النظام الهيليني (اليوناني)، والتي بدورها اشتقت من الحضارة المصرية وبلاد ما بين النهرين. كانت الوحدات الرومانية متسقة نسبيًا وموثقة بشكل جيد جيدًا.

## الطول
كانت الوحدة الأساسية الرومانية لقياس الطول هي pes أو القدم الرومانية (الجمع: pedes). كان جون جريفز هو أول من بحث في العلاقة بين هذه الوحدة ووحدة قياس الطول الإنجليزية وذلك عام 1647 عندما نشر كتابه «في الكلام عن وحدة القدم الرومانية». زار جريفز روما عام 1639، وقام بحساب قيمة القدم على قبر تيتوس ستاتيليوس أبر، الذي كان مقام مكان تمثال كوسيوتيوس سابقًا في حدائق أنجيلو كولوتشي، قام أيضا بحساب قيمة القدم على قبر كونجيوس فيسباسيان الذي تم قياسه سابقًا بواسطة فيلالباندوس (كاهن إسباني)، عثر على عدد من قضبان القياس النحاسية في أنقاض روما، وأحجار رصف من كنيسة البانثيون والعديد من المباني الرومانية القديمة الأخرى، وخلص جريفز إلى أن القدم القوسية كانت القدم الرومانية «الحقيقية»، وأبلغ عن هذه القيمة مقارنة بقيمة القدم الإنجليزية ووجد أن قيمتها تساوي 30.4919 سم 
| مصدر                                          | القيمة المبلغ عنها بالأقدام الإنجليزية | مكافئ متري |
| --------------------------------------------- | -------------------------------------- | ---------- |
| سيرا على الأقدام من تمثال Cossutius           | 0.96700                                | 29.486 سم  |
| قدم على نصب Statilius                         | 0.97200                                | 29.638 سم  |
| قدم فيلالباندوس، مشتق من Congius of Vespasian | 0.98600                                | 30.065 سم  |